# Микитка, Осип
О́сип Мики́тка (укр. О́сип Мики́тка; 21 февраля 1871, Большой Заланов — 29 октября 1920, Москва) — галицийский австрийский и украинский военный деятель, участник Первой мировой войны (на стороне Австро-Венгрии), сотник формирований Украинских сечевых стрельцов (1918), генерал-майор (генерал-хорунжий) Галицкой армии (1918—1919), командир Украинской галицкой армии в составе Вооружённых сил Юга России с ноября 1919 года. Расстрелян большевиками в 1920 году.

## Биография
Осип Микитка родился 21 февраля 1871 года в селе Большой Заланов Рогатинского повета (теперь Ивано-Франковская область). Поступил на военную службу.

### Участие в Первой мировой войне
В Первой мировой войне Осип Микитка служил кадровым офицером в австрийской армии. После формирования легиона Украинских сечевых стрельцов (УСС) был в нём сотником, а 3 января 1918 года назначен командиром УСС. На этом посту он встретил ноябрьские события 1918 года (поражение Австро-Венгрии в войне, и расформирование УСС).

### Служба в ЗУНР и Украинской галицкой армии
В январе 1919 года возглавил 1-й Галицкий корпус Галицкой армии (регулярной армии ЗУНР), с которым участвовал в сражениях польско-украинской войны. После неудачной попытки войсками ЗУНР овладеть Львовом корпус Микитки в составе других частей УГА отступил за Збруч на территории, контролируемые войсками УНР. 1-й Галицкий корпус (УГА) Микитки участвовал в занятии Киева в конце августа 1919 года, но вынужден был на следующий день отступить из города ввиду занятия Киева войсками ВСЮР. 1-й Галицкий корпус принимал участие в вооружённых столкновениях Галицкой армии с войсками Киевской области ВСЮР в октябре — начале ноября 1919 года закончившихся неуспешно для корпуса Микитки ввиду нежелания галичан участвовать в конфликте с деникинцами, а также в связи с начавшейся в рядах УГА эпидемии тифа.
8 ноября 1919 года Осип Микитка указом президента ЗУНР Евгения Петрушевича под давлением С. Петлюры был назначен командующим Галицкой армией вместо отстранённого от командования и преданного суду за провозглашение союза с деникинцами Мирона Тарнавского.

### Командир галицких формирований в составе ВСЮР
Тем не менее, Осип Микитка стал проводить ту же политику, что Тарнавский. 17 ноября 1919 года в Одессе между командующим Галицкой армией Осипом Микиткой и главноначальствующим Новороссийской области ВСЮР генералом Н. Н. Шиллингом был обновлён договор о вхождении Галицкой армии в состав Вооружённых сил Юга России, которая с того момента переименовывалась в «Украинскую Галицкую армию». Заключённый договор гласил, что «Галицкая армия переходит в полном своём составе с этапными учреждениями, складами и железнодорожным имуществом на сторону Добровольческой армии». При этом командование ВСЮР полностью брало на себя заботу над ранеными галичанами, тысячи которых были размещены в госпиталях Новороссийской области. В середине января 15-тысячная группировка УГА была отведена в тыл Новороссийской области и размещена в районе Чечельника (1-й корпус А. Вольфа), Бершади (2-й корпус Мирона Тарнавского) и севера Одессы (3-й корпус А. Кравса).

### Арест большевиками и расстрел
В дни отступления ВСЮР в январе-феврале 1920 года Осип Микитка выступил против перехода Украинской галицкой армии на сторону большевиков и стремился осуществить эвакуацию УГА из Одессы вместе с основными силами ВСЮР. После провала эвакуации Одессы стремился вывести боеспособные части УГА вместе с войсками генерала Н. Э. Бредова в Румынию. За эти действия он был арестован «ревкомом УГА» 10 февраля 1920 года и передан в Одессе командованию РККА (бригады Г. И. Котовского). Украинские источники и историография утверждали, что после полугодичного пребывания в подмосковном Кожуховском концлагере и отказа сотрудничать с РККА Осип Микитка 29 октября 1920 года был расстрелян.